# (22656) Aaronburrows
(22656) Aaronburrows ist ein Asteroid, der am 17. August 1988 an der Lincoln Laboratory ETS in Socorro (New Mexico) entdeckt wurde.